# Anselmo Micotti
 (mai 2007).
 (août 2008).
Si vous disposez d'ouvrages ou d'articles de référence ou si vous connaissez des sites web de qualité traitant du thème abordé ici, merci de compléter l'article en donnant les références utiles à sa vérifiabilité et en les liant à la section « Notes et références ».
Anselmo Micotti (né en 1630 à Camporgiano en Toscane et mort en 1695) est un historien italien. Il écrit un ouvrage sur la Garfagnana en 1671 à partir de documents et de témoignages alors méconnus.

## Œuvre
Anselmo Micotti écrit en 1671 Descrittione cronologica della Garfagnana, provincia di Toscana (description chronologique de la Garfagnane, province de Toscane), dédiée au duc Francesco II d'Este. L'ouvrage est divisé en trois parties : description chronologique de l'histoire de la Garfagnana ; description des villes et des bourgs de Garfagnana ; description des familles de notables, avec leurs arbres généalogiques et leurs blasons. Au regard des historiens modernes, les notices de Micotti ont peu de valeur pour leur imprécision, mais l'ouvrage est intéressant parce qu'il cite des sources et des documents désormais inconnus.
Micotti perpétue ainsi la tradition d'historiographie locale de la Garfagnana, s'inspirant de ses prédécesseurs : Sigismondo I Bertacchi et Valentino Carli, ouvrant la route à son tour à Pellegrino Paolucci et Domenico Pacchi.

### Divers
Il existe à Camporgiano la Via Anselmo Micotti.